# Ernestynów (województwo lubelskie)
Ernestynów – wieś w Polsce położona w województwie lubelskim, w powiecie łukowskim, w gminie Serokomla.
W latach 1975–1998 miejscowość administracyjnie należała do województwa siedleckiego.
Wierni Kościoła rzymskokatolickiego należą do parafii Nawiedzenia Najświętszej Maryi Panny w Woli Gułowskiej.